# Liquidambar acalycina
Liquidambar acalycina, vrsta drveta iz porodice Altingiaceae. Domovina mu je južna Kina (Fujian, Guangdong, Guangxi, Guizhou, Hubei, Hunan, Jiangxi, Sichuan, Zhejiang). Uzgaja se i kao atraktivno ukrasno drvo po parkovima i vrtovima.

## Galerija
- L. acalycina
- L. acalycina